# Виверження в Маямі
«Виверження в Маямі» (англ. Miami Magma) — американський бойовик 2011 року.

## Сюжет
Дві сестри намагаються якнайшвидше зупинити незаконну операцію з буріння нафтової свердловини, перш ніж вона викличе виверження вулкана під містом.

## У ролях
- Рейчел Гантер — Антуанетта Вітріні
- Мелісса Ордвей — Емілі Вітріні
- Клівант Деррікс — Рей Міллер
- Бред Дуріф — Джейкоб Капілья
- Стейсі Асар — Шона
- Оуен Девіс — працівник Ріг
- Джозеф Діаз — Нельсон
- Майлз Долеак — Бутч Сандерсон
- Дж.Д. Евермор — доктор Бред Тернер
- Анджела Мередіт — Лена
- Гріфф Ферст — Брендон Райс
- Лорен Грем — тенісистка
- Емілі Д. Гейлі — репортер
- Нік Джонс мол. — озвучка
- Майра Ліл — Беккі
- Гектор Мачадо — мер Альварес
- Браян Мессі — начальник поліції Майклс
- Мелоді Ноель — Pool Party Goer
- Крістал Ріверз — Енні
- Роджер Дж. Тімбер — MC